# Steven Davis
Steven Davis (Ballymena, 1985. január 1.) északír válogatott labdarúgó, aki jelenleg a Rangers játékosa.

## Pályafutása
1996 és 2001 között a Ballymerai Akadémiára járt. Ezután viszont otthagyta tanulmányait, hogy bimbózó labdarúgó-karrierjét kiteljesítse.
Először az Aston Villa csapatában 2004. szeptember 18-án a Norwich City elleni mérkőzés 57. percében, Norberto Solano lecserélésekor lépett pályára. 2001 második idényében tagja volt az Ifjúsági FA-kupát megnyerő Aston Villa csapatnak.
Nemzetközi mérkőzésen 2005. február 9-én debütált. Ekkor a kanadai csapattól 1–0-s vereséget szenvedett az északír nemzeti tizenegy. A 2006-os világbajnokság kvalifikációs mérkőzésein az Anglia–Észak-Írország mérkőzésen felejthetetlen gólpasszt adott, aminek a segítségével 1–0 arányban megnyerték a mérkőzést.
2005 októberétől mind a csapatában, mind a nemzeti válogatottban a kezdő csapat tagja, és csak egy mérkőzésen nem lépett pályára a 2005–06-os szezonban. Davisé lett ebben a szezonban az Aston Villánál Az Év Fiatal Labdarúgója és A Szezon Labdarúgója díj is. Olyannyira formában volt, hogy a nemzeti válogatott edzője, Lawire Sanchen egyszer azt mondta: ő lehet a jövő Frank Lampardja.
2006. május 21-én ő lett a legfiatalabb csapatkapitány a modern északír labdarúgás történetében. Ekkor a csapat az Amerikai Egyesült Államokban játszott mérkőzésén 1–0 arányban kikapott Uruguaytól.
2007. július 5-én 4 millió font körüli összegért igazolt a Fulhamhez.

## Linkek
- Adatlap a Rangers oldalán